# تدی بوون
تدی بوون (انگلیسی: Teddy Bowen; ۱۷ نوامبر ۱۹۰۳ – ۴ مارس ۱۹۸۱) بازیکن فوتبال اهل بریتانیا بود.
از باشگاه‌هایی که در آن بازی کرده‌است می‌توان به باشگاه فوتبال استون ویلا اشاره کرد.